# Национальная кинопремия (Индия) за лучший женский закадровый вокал
Национальная кинопремия за лучший женский закадровый вокал (хинди राष्ट्रीय चित्रपट पुरस्कार, सर्वोतम पार्श्व गायिका) — категория главной кинематографической премии Индии под эгидой Дирекции кинофестивалей Министерства информации и телерадиовещания Правительства Индии, присуждаемая вокалисткам за лучшее закадровое исполнение песен в фильмах индийского кинематографа на любом из языков или диалектов Индии.

## Описание
Премия за лучший закадровый вокал — на тот момент, без разделения на мужской и женский — была введена в рамках общего решения оргкомитета награды предусмотреть, начиная с 15-й церемонии награждения премией (в 1968, по результатам 1967 года), призы не только для наиболее значительных работ (фильмов) кинематографа Индии, но также для участвовавших в их создании актёров и участников съёмочной группы. Первым в этой общей категории был награждён в 1968 году Махендра Капур. Начиная с последующего года, премия стала присуждаться раздельно за мужской и женский закадровый вокал, и первой лауреаткой премии среди женщин стала Пулапака Сушила, получившая её за пение в фильме на тамильском языке «Uyarntha Manithan», а впоследствии завоевавшая эту награду ещё четырежды.
Номинация и награждение по творческим результатам каждого года (с 1 января по 31 декабря включительно) проводятся в последующем году. Как и для большинства других «личных категорий», для закадровых вокалистов предназначена премия «Серебряный Лотос» (хинди रजत कमल, Rajat Kamal); Лауреатам премии за лучшее вокальное исполнение вручают медаль премии (NFA), сертификат о награждении, а после 24-й церемонии в 1977 году — и денежный приз (до 2006 — в 10 тысяч, позднее — в 50 тысяч рупий). Честь вручения премий традиционно принадлежит президенту Индии.

## Статистика премии
- Лауреаты наибольшего количества премий в категории: К. С. Читра, получившая её 6 раз (в 1986, 1987, 1989, 1997, 1998 и 2005 годах) за вокал на трёх различных языках (малаялам, тамильском и хинди). На второй месте — уже упомянутая выше Пулапака Сушила с 5 премиями (в 1969, 1971, 1976, 1982 и 1983 годах; за песни в фильмах на тамильском и телугу).
- Самый возрастной лауреат: Лата Мангешкар, последний раз получавшая эту премию в 1991 году (приблизительно в 62 года).
- Самый молодой лауреат: Утхара Унникришнан, награждённая в 2015 году в 10-летнем возрасте.

Ряд обладательниц премии являются также лауреатами других престижных музыкальных и кинопремий (в частности, Filmfare Awards и BFJA Awards), а также одной или нескольких правительственных наград различного уровня, одна из них — Лата Мангешкар, являющаяся фактическим автором идеи подобных категорий кинопремий Индии (впервые введённых в 1959 году организаторами Filmfare Awards через два года после её заявления) — была в 2001 году удостоена высшей государственной гражданской награды Индии Бхарат Ратна.
Две из неоднократных обладательниц премии — уже упомянутая Лата Мангешкар и Аша Бхосле — являются родными сёстрами.

## Таблица лауреатов

### 1960—1970-е годы
| Год и номер церемонии | Лауреаты             | Фото            | Вокальные партии                                   | Фильмы и их языки                                                        | Формулировки |
| --------------------- | -------------------- | --------------- | -------------------------------------------------- | ------------------------------------------------------------------------ | --- |
| 1969 (16-е вручение)  | Пулапака Сушила      |                 |                                                    | «Uyarntha Manithan» (тамильский)                                         | |
| 1970 (17-е вручение)  | К. Б. Сундарамбал    |                 |                                                    | «Thunaivan» (тамильский)                                                 | |
| 1971 (18-е вручение)  | Сандхья Мукхопадхьяй |                 | «Ore Sakol Sona Molin Holo» «Amader Chhuti Chhuti» | соответственно в фильмах «Nishi Padma» (бенгали) «Jay Jayanti» (бенгали) | |
| 1972 (19-е вручение)  | Пулапака Сушила      |                 | «Chittukkuruvikkenna Kattuppaadu»                  | «Savaale Samaali» (тамильский)                                           | |
| 1973 (20-е вручение)  | Лата Мангешкар       |                 | «Beeti Naa Bitaai Raina»                           | «Знакомство» / «Гувернёр» (хинди)                                        | |
| 1974 (21-е вручение)  | Не присуждалась      | Не присуждалась | Не присуждалась                                    | Не присуждалась                                                          | Не присуждалась |
| 1975 (22-е вручение)  | Лата Мангешкар       |                 | «Roothe Roothe Piya»                               | «Kora Kagaz» (хинди)                                                     | |
| 1976 (23-е вручение)  | Вани Джайярам        |                 | (ряд песен)                                        | «Apoorva Raagangal» (тамильский)                                         | |
| 1977 (24-е вручение)  | Пулапака Сушила      |                 |                                                    | «Siri Siri Muvva» (телугу)                                               | |
| 1978 (25-е вручение)  | С. Джанаки           |                 | «Senthoora Poove»                                  | «В шестнадцать лет» (тамильский)                                         | За чистоту произношения и совершенство мелодии, волнующую многозначительность и лирическую притягательность, качество и силу трогательной выразительности, за исполнение главной темы «Senthoora Poove» с глубоким чувством, выражающим романтические мечты юности, постепенно угасающие в сумраке трагической судьбы. |
| 1979 (26-е вручение)  | Чхая Гангули         |                 | «Aap Ki Yaad Aati Rahi Raat Bhar»                  | «Gaman» (хинди)                                                          | За западающее в память исполнение знаменитой газели Махдуна Мохлуддина «Aap Ki Yaad Aati Rahi Raat Bhar». Безупречность стиля, чистота произношения и свежесть голоса складываются вместе в запоминающейся песне. |

### 1980—1990-е годы
| Год записи / награждения (№ церемонии) | Лауреаты         | Фото | Вокальные партии                      | Фильмы и их языки                | Формулировки |
| -------------------------------------- | ---------------- | ---- | ------------------------------------- | -------------------------------- | --- |
| 1980 (27-е вручение)                   | Вани Джаярам     |      |                                       | «Шанкарабхаранам» (телугу)       | |
| 1981 (28-е вручение)                   | С. Джанаки       |      | «Ettumanoor Ambalathil Ezhunnallathu» | «Старшая сестра» (малаялам)      | За спокойствие и печаль, наполняющие исполнение и добавляющие дополнительное измерение теме фильма.                          |
| 1982 (29-е вручение)                   | Аша Бхосле       |      |                                       | «Дорогая Умрао» (хинди)          | За стиль, вкладываемый ею в исполнение газелей, становящихся частью ткани фильма.                                            |
| 1983 (30-е вручение)                   | Пулапака Сушила  |      |                                       | «Облачный вестник» (телугу)      | За её безмерный вклад в музыкальное совершенство фильма.                                                                     |
| 1984 (31-е вручение)                   | Пулапака Сушила  |      | «Yendho Beeda Vaade Gopaludu»         | «M. L. A. Yedukondalu» (телугу)  | За возвышенный полёт её голоса в рассказе о чудесном детстве Гопала с песне «Gopaludu» из фильма.                            |
| 1985 (32-е вручение)                   | С. Джанаки       |      | «Vennello Godari Andam»               | «Ситара» (телугу)                | |
| 1986 (33-е вручение)                   | К. Ш. Читра      |      | «Shivashankara Sharva Sharanyavibho»  | «Синдху и Бхайрави» (тамильский) | За медоточивое исполнение песен как в народной, так и в классической манере, создавая их мелодичный синтез.                  |
| 1987 (34-е вручение)                   | К. Ш. Читра      |      | «Manjal Prasadavum»                   | «Nakhakshathangal» (малаялам)    | За мелодичное исполнение песен.                                                                                              |
| 1988 (35-е вручение)                   | Аша Бхосле       |      | «Mera Kuchh Saamaan»                  | «Ijaazat» (хинди)                | За исполнение с высокопрофессиональным умением и экспрессией множества нюансов эмоций и значений высокой поэтической лирики. |
| 1989 (36-е вручение)                   | К. Ш. Читра      |      |                                       | «Vaisali» (малаялам)             | За чистое и гармоничное исполнение песни.                                                                                    |
| 1990 (37-е вручение)                   | Анурадха Паудвал |      | «Hey Ek Reshami Gharate»              | «Kalat Nakalat» (маратхи)        | За чистое и сладкозвучное исполнение песни.                                                                                  |
| 1991 (38-е вручение)                   | Лата Мангешкар   |      |                                       | «Lekin…» (хинди)                 | За пение с выдающейся выразительностью и редчайшим и чистейшим стилем.                                                       |
| 1992 (39-е вручение)                   | Вани Джаярам     |      | «Aanati Neeyaraa»                     | «Swati Kiranam» (телугу)         | За фактуру и чистоту её голоса, оживившие классическую песню в исполнении юного таланта в фильме.                            |
| 1993 (40-е вручение)                   | С. Джанаки       |      | «Inji Idupazhagi»                     | «Thevar Magan» (тамильский)      | За мелодичное исполнение песни о невинной любви.                                                                             |
| 1994 (41-е вручение)                   | Алка Ягник       |      | «Goonghat Ki Aad Se»                  | «Навстречу любви» (хинди)        | За её умение отождествлять себя с персонажами и передавать тонкие нюансы человечестких чувств в сложных ситуациях.           |
| 1995 (42-е вручение)                   | Сварналатха      |      | «Porale Ponnuthaaye»                  | «Karuththamma» (тамильский)      | За песню сострадания, поддерживающей большинство важного действия фильма.                                                    |
| 1996 (43-е вручение)                   | Анджали Маратхе  |      | «Bhui Bhegalali Khol»                 | «Doghi» (маратхи)                | За мелодичное и сердечное исполнение песни о бессодержательности жизни.                                                      |
| 1997 (44-е вручение)                   | К. Ш. Читра      |      | «Mana Madurai»                        | «Minsara Kanavu» (тамильский)    | За душевное исполнение песни.                                                                                                |
| 1998 (45-е вручение)                   | К. Ш. Читра      |      | «Paayalein Chun Mun»                  | «Зов земли» (хинди)              | За непринуждённо-игривое исполнение песни.                                                                                   |
| 1999 (46-е вручение)                   | Алка Ягник       |      | «Kuch Kuch Hota Hai»                  | «Всё в жизни бывает» (хинди)     | Её исполнение главной темы выражает различные эмоции и много добавляет к впечатлению от фильма.                              |

### 2000-е годы
| Год записи / награждения (№ церемонии) | Лауреаты                | Фото | Вокальные партии                              | Фильмы и их языки                                                          | Формулировки |
| -------------------------------------- | ----------------------- | ---- | --------------------------------------------- | -------------------------------------------------------------------------- | --- |
| 2000 (47-е вручение)                   | Джайшри Дас Гупта       |      | «Hridoy Amar Prokash Holo»                    | «Paromitar Ek Din» (бенгали)                                               | За душевное исполнение, выражающее внутренний мир психически нездорового персонажа в этом фильме.                                                                                                   |
| 2001 (48-е вручение)                   | Бхаватхарини            |      | «Mayil Pola Ponnu Onnu»                       | «Bharathi» (тамильский)                                                    | For the song which is outstanding because it depicts the velvet voice of the diva. |
| 2002 (49-е вручение)                   | Садхана Саргам          |      | «Pattu Cholli»                                | «Azhagi» (тамильский)                                                      | За напевное и трогательное исполнение песни. |
| 2003 (50-е вручение)                   | Шрея Гхошал             |      | «Bairi Piya»                                  | «Девдас» (хинди)                                                           | За полное души исполнение песни. |
| 2004 (51-е вручение)                   | Тарали Сарма            |      | «Kakuti Gosha»                                | «Akashitorar Kothare» (ассамский)                                          | За мелодичное исполнение религиозной песни без инструментального сопровождения. |
| 2005 (52-е вручение)                   | К. Ш. Читра             |      | «Ovvoru Pookalume»                            | «Автограф» (тамильский)                                                    | За выразительное и полное души исполнение с мощью подачи голоса, соответствующей сцене и тексту песни.                                                                                              |
| 2006 (53-е вручение)                   | Шрея Гхошал             |      | «Dheere Jalna»                                | «Загадка» (хинди)                                                          | За исполнение песни в достойном равновесии между классическим и популярным жанром в музыке фильмов на хинди.                                                                                        |
| 2007 (54-е вручение)                   | Арати Анкаликар-Титекар |      | (за комплекс исполненных песен фильма)        | «Antarnad» (конкани)                                                       | За полнозвучное исполнение, придающее убедительности главному персонажу — классической вокалистке.                                                                                                  |
| 2008 (55-е вручение)                   | Шрея Гхошал             |      | «Yeh Ishq Haaye»                              | «Когда мы встретились» (хинди)                                             | За текучий голос с богатым и качественным звуком. Её исполнение своими изысканными нюансами вызывает в мыслях образ красоты природы.                                                                |
| 2009 (56-е вручение)                   | Шрея Гхошал             |      | «Pherari Mon» «Jeev Dangla Gungla Rangla Asa» | соответственно в фильмах «Ожидание без конца» (бенгали) «Джогва» (маратхи) | За широкий диапазон выражения человеческих эмоций. |
| 2010 (57-е вручение)                   | Ниланджана Саркар       |      | «Boe Jay Shudhu Bish»                         | «Полный дом» (бенгали)                                                     | За западающий в память голос, объединяющий мелодию, смысл и ритм. |
| 2011 (58-е вручение)                   | Рекха Бхардвадж         |      | «Badi Dheere Jali»                            | «У любви нет причин» (хинди)                                               | За чувственное исполнение, вызывающее образ сердца, тоскующего по любимому. |
| 2012 (59-е вручение)                   | Рупа Гангули            |      | «Dure Kothao Dure Dure» «Aaji Bijan Ghare»    | «Abosheshey» (бенгали)                                                     | За западающий в память хрипловатый голос, придающий нежный ностальгический тон фильму Abosheshey. Медлительная неприрученная сексуальность в её пении была лишь усилена отсутствием аккомпанемента. |
| 2013 (60-е вручение)                   | Арати Анкаликар-Титекар |      | «Palakein Naa Moondon»                        | «Samhita» (маратхи)                                                        | За классическое исполнение, не нуждающееся в инструментальных украшательствах. |
| 2014 (61-е вручение)                   | Бела Шенде              |      | «Khura Khura»                                 | «Tuhya Dharma Koncha» (маратхи)                                            | Певица вызвала эмоции, востребованные темой фильма. Она показала редкую многогранность в исполнении этой композиции.                                                                                |
| 2015 (62-е вручение)                   | Утхара Унникришнан      |      | «Azhage»                                      | «Saivam» (тамильский)                                                      | За вызов эмоционального отклика за счет чистоты и невинности её голоса. |
| 2016 (63-е вручение)                   | Монали Тхакур           |      | «Moh Moh Ke Dhaage»                           | «Моя невеста XXL» (хинди)                                                  | За восхитительное и душевное исполнение песни о любви. |
| 2017 (64-е вручение)                   | Иман Чакраборти         |      | «Tumi Jaake Bhalo Basho»                      | «Praktan» (бенгали)                                                        | За передачу эмоции «освобождения» самым сладкозвучным и успокаивающим образом. |
| 2018 (65-е вручение)                   | Саша Тирупати           |      | «Vaan Varuvaan»                               | «Среди воздуха» (тамильский)                                               | |
| 2019 (66-е вручение)                   | Бинду Малини            |      | «Maayavi Manave»                              | «Nathicharami» (каннада)                                                   | За воспроизведение навязчивой мелодии, которая кажется голосом совести главного героя. |
| 2020 (67-е вручение)                   | Савани Равиндра         |      | «Raan Petala»                                 | «Bardo» (маратхи)                                                          | |